# Fluoruro d'argento
Il fluoruro d'argento, o anche monofluoruro di argento, è un composto binario di argento e fluoro ed è anche il sale di argento(I) dell'acido fluoridrico, avente formula AgF. Cristallizza nella stessa struttura cubica del cloruro di sodio, come pure fanno AgCl e AgBr (non AgI).
Tra i fluoruri di argento AgF è intermedio, per stato di ossidazione, tra il subfluoruro di argento Ag2F (Ag+½) e il difluoruro AgF2 (Ag+2).
Viene utilmente impiegato come blando fluorurante e come desililante.

## Proprietà
A temperatura ambiente, appena preparato, si presenta in forma di fiocchi cristallini di color bianco, tendenti al giallo via via più scuro quando esposto all'aria e/o luce, o in campioni commerciali; è inodore, molto igroscopico, meno fotosensibile degli altri alogenuri di argento (non è usato in fotografia chimica) ma, esposto alla luce solare, tende rapidamente a scurirsi o anche annerirsi; è sensibile all'umidità e andrebbe conservato in atmosfera inerte e al riparo dalla luce.
A marcata differenza dagli altri alogenuri di argento, che sono praticamente insolubili in acqua, AgF forma idrati (AgF·2 H2O e AgF·4 H2O) e soprattutto è solubilissimo in acqua: ~1800 g/L a 25 °C, che corrisponde a una soluzione ~14,2 m. È anche molto solubile in HF anidro (832 g/kg, ~6,55 m a 12 °C) dando soluzioni che conducono la corrente elettrica; mostra una certa solubilità in soluzioni acquose di ammoniaca, in metanolo, acido acetico e acetonitrile. Data la pratica insolubilità degli altri alogenuri di argento, una soluzione acquosa di AgF, trattata con soluzione di cloruri, bromuri o ioduri, si intorbida immediatamente e dà i corrispondenti precipitati; con cloruri, ad esempio, si ha:
AgF (sol) + Cl– (sol)  →  AgCl↓ + F–(sol)
Reazioni di questo tipo possono essere usate in chimica organica per trasformare i cloruri di tetraalchilammonio nei corrispondenti fluoruri, che hanno spiccate proprietà basiche e nucleofile, specie in solventi polari aprotici:
R4NCl + AgF  →  AgCl↓ + R4NF
A differenza degli altri alogenuri d'argento, prevalentemente covalenti, AgF è un composto essenzialmente ionico, in cui figura lo ione Ag+, in configurazione elettronica d10, diamagnetico, e lo ione fluoruro (ottetto completo). In fase gassosa la molecola AgF mostra un potenziale di ionizzazione di 11,0 eV.

## Sintesi
Si può preparare per reazione diretta tra ossido di argento (Ag2O), o anche carbonato di argento (Ag2CO3), e acido fluoridrico secondo le reazioni:
Ag2O  +  2 HF  →  2 AgF  +  H2O
Ag2CO3  +  2 HF  →  2 AgF  +  H2O  + CO2
Si può anche preparare per decomposizione termica del tetrafluoroborato di argento:
AgBF4  →  AgF  +  BF3↑
Può essere altresì ottenuto molto puro, e con ottima resa, elettrolizzando una soluzione di fluoruro di potassio in acido acetico glaciale con un anodo di argento e una garza di platino come catodo. Il fluoruro di argento che si va formando sulla superficie dell'anodo cade poi sul fondo e si può recuperare per filtrazione, lavandolo sul filtro con acido acetico e poi con benzene, ponendolo poi in essiccatore per far evaporare il benzene che aderisce.